# 76-я воздушная армия (СССР)
76-я Краснознамённая воздушная армия (76-я ВА) — оперативное объединение Военно-Воздушных Сил СССР, предназначенное для совместных действий с другими видами Вооружённых Сил и родами войск (сил) ВС СССР, а также решения самостоятельных оперативных и стратегических задач, после распада СССР вошедшее в состав Военно-Воздушных Сил России.

## Формирование
Воздушная армия сформирована 10 января 1949 года на основании Директивы Генерального Штаба № орг/1/120016 от 10 января 1949 года переформированием 13-й воздушной армии.

## История наименований
- ВВС Ленинградского военного округа;
- ВВС Северного фронта;
- ВВС Ленинградского фронта;
- 13-я воздушная армия — с момента формирования по 10.01.1949 г.;
- 76-я воздушная армия — с 10.01.1949 г.;
- ВВС Ленинградского военного округа — с апреля 1964 года;
- 76-я воздушная армия — с 4 апреля 1968 года;
- 76-я Краснознамённая воздушная армия — с 15 января 1974 года;
- ВВС Ленинградского военного округа — с апреля 1980 года;
- 76-я Краснознамённая воздушная армия — с мая 1988 года;
- 6-я Краснознамённая армия ВВС и ПВО (с 1 июня 1998 г.);
- 6-я Ленинградская Краснознамённая армия ВВС и ПВО (с 13.09.2005 г.);
- 1-е Ленинградское Краснознамённое командование ВВС и ПВО (с 1 декабря 2009 года);
- 6-я Ленинградская Краснознамённая армия ВВС и ПВО (с 1 августа 2015 года).

## Переформирование
- В связи с реформой Вооружённых сил армия 1 июня 1998 года была объединена с 6-й отдельной Краснознамённой армией ПВО и получила наименование 6-я армия ВВС и ПВО.
- 13 сентября 2005 года 6-й Краснознамённой армии ВВС и ПВО Указом Президента РФ было присвоено почётное наименование, и она стала именоваться 6-я Ленинградская Краснознамённая армия ВВС и ПВО;
- в связи с продолжающимся реформированием Вооружённых сил России 6-я Ленинградская Краснознамённая армия ВВС и ПВО переформирована в 1-е командование ВВС и ПВО, которому переданы все регалии. 1-е командование ВВС и ПВО получило наименование 1-е Ленинградское Краснознамённое командование ВВС и ПВО Западного военного округа (с 1 декабря 2009 года);
- 1-е Ленинградское Краснознамённое командование ВВС и ПВО 1 августа 2015 года переформировано[1] в 6-ю Ленинградскую Краснознамённую армию ВВС и ПВО Западного военного округа.

## Подчинение

Командующий армией генерал-лейтенант авиации Д. Т. Никишин

- в составе Ленинградского военного округа — с 10 января 1949 года по 1 июня 1998 года

## Командующие
- генерал-полковник авиации Полынин Фёдор Петрович, период нахождения в должности: с 10 января 1949 года по май 1950 года.
- генерал-лейтенант авиации Журавлёв Иван Петрович, период нахождения в должности: 05.1950 — 01.1956
- генерал-лейтенант авиации Никишин Дмитрий Тихонович, период нахождения в должности: 01.1956 — 11.1959
- генерал-лейтенант авиации Давидков Виктор Иосифович, период нахождения в должности: 11.1959 — 06.1962
- генерал-майор авиации Кожедуб Иван Никитович, период нахождения в должности: 06.1962 — 08.1963
- генерал-лейтенант авиации Давидков Виктор Иосифович, период нахождения в должности: 08.1963 — 07.1964
- генерал-лейтенант авиации Углянский Владимир Дмитриевич, период нахождения в должности: 07.1964 — 04.1968
- генерал-полковник авиации Бабаев Александр Иванович, период нахождения в должности: 04.1968 — 08.1973
- генерал-лейтенант авиации Шибанов Николай Васильевич, период нахождения в должности: 08.1973 — 09.1978
- генерал-полковник авиации Бабаев Александр Иванович, период нахождения в должности: 09.1978 — 01.1985
- генерал-лейтенант авиации Михайлин Юрий Дмитриевич, период нахождения в должности: 01.1985 — 08.1987
- генерал-лейтенант авиации Тарасенко Анатолий Фёдорович, период нахождения в должности: 08.1987 — 12.1988
- генерал-лейтенант авиации Никифоров Борис Юрьевич, период нахождения в должности: 12.1988 — 10.1993
- генерал-лейтенант авиации Басов Анатолий Иванович, период нахождения в должности: 10.1993 — 07.1998

## Состав

### 1962 год
- 98-й отдельный гвардейский разведывательный авиационный полк (Мончегорск, Мурманская область);
- 26-й гвардейский истребительно-бомбардировочный авиационный полк (Гатчина, Ленинградская область);
- 722-й истребительно-бомбардировочный авиационный полк (Смуравьево, Псковская область);
- 247-я отдельная смешанная авиационная эскадрилья (Левашово, Ленинградская область);
- 48-й отдельный полк связи и автоматизированного контроля (Ленинград, Ленинградская область).

В 1968 году 26-й гвардейский истребительно-бомбардировочный авиационный полк был передан в состав 1-й воздушной армии, а в декабре на аэродроме Пушкин был сформирован 66-й истребительно-бомбардировочный авиационный полк, который в 1978 году перебазировался на аэродром Вещево.

### 1970 год
- 98-й отдельный гвардейский разведывательный авиационный полк (Мончегорск, Мурманская область);
- 66-й истребительно-бомбардировочный авиационный полк (Пушкин, Ленинградская область, с осени 1978 года перебазирован на аэродром Вещево;
- 67-й истребительно-бомбардировочный авиационный полк (Сиверский (Сиверский −2), Ленинградская область, сформирован в декабре 1968 года);
- 722-й истребительно-бомбардировочный авиационный полк (Смуравьево, Псковская область);
- 247-я отдельная смешанная авиационная эскадрилья (Левашово, Ленинградская область);
- 48-й отдельный полк связи и автоматизированного контроля (Ленинград, Ленинградская область).

В 1976 году произошло переименование истребительно-бомбардировочных авиационных полков в авиационные полки истребителей-бомбардировщиков:
- 66-й авиационный полк истребителей-бомбардировщиков;
- 67-й авиационный полк истребителей-бомбардировщиков;
- 722-й авиационный полк истребителей-бомбардировщиков.

### 1980 год
- 98-й отдельный гвардейский разведывательный авиационный полк (Мончегорск, Мурманская область);
- 66-й авиационный полк истребителей-бомбардировщиков (Вещево, Ленинградская область);
- 67-й авиационный полк истребителей-бомбардировщиков (Сиверский (Сиверский −2), Ленинградская область);
- 722-й авиационный полк истребителей-бомбардировщиков (Смуравьево, Псковская область);
- 247-я отдельная смешанная авиационная эскадрилья (Левашово, Ленинградская область);
- 227-я отдельная вертолётная эскадрилья РЭБ (Алакуртти, Мурманская область);
- 48-й отдельный полк связи и автоматизированного контроля (Ленинград, Ленинградская область).

В декабре 1989 года 66-й авиационный полк истребителей-бомбардировщиков был передан в состав ВВС Балтийского флота.

### 1990 год
- 98-й отдельный гвардейский разведывательный авиационный полк (Мончегорск, Мурманская область);
- 67-й бомбардировочный авиационный полк (Сиверский (Сиверский-2), Ленинградская область);
- 722-й бомбардировочный авиационный полк (Смуравьево, Псковская область);
- 138-я отдельный смешанный авиационный полк (Левашово, Ленинградская область);
- 227-я отдельная вертолётная эскадрилья РЭБ (Алакуртти, Мурманская область);
- 48-й отдельный полк связи и автоматизированного контроля (Ленинград, Ленинградская область).

В июле 1992 года в состав армии вошла прибывшая из ВВС Северной группы войск 149-я смешанная авиационная дивизия.

### 1996 год
- 149-я смешанная авиационная дивизия (Смуравьево, Псковская область):
  - 67-й бомбардировочный авиационный полк (Сиверский (Сиверский-2), Ленинградская область);
  - 722-й бомбардировочный авиационный полк (Смуравьево, Псковская область);
  - 98-й гвардейский разведывательный авиационный полк (Мончегорск, Мурманская область);
- 202-я отдельная смешанная авиационная эскадрилья (Левашово, Ленинградская область);
- 227-я отдельная вертолётная эскадрилья РЭБ (Алакуртти, Мурманская область);
- 48-й отдельный полк связи и автоматизированного контроля (Ленинград, Ленинградская область).

## Награды
- 76-я воздушная армия за большие заслуги, проявленные в боях по защите Отечества, успехи в боевой подготовке Указом Президиума Верховного Совета СССР от 15 января 1974 года награждена орденом Красного Знамени.

## Дислокация армии
- штаб армии — Ленинград (до 6 сентября 1991 года);
- штаб армии — Санкт-Петербург (с 6 сентября 1991 года);
- части и соединения — Ленинградский военный округ.